# CP/M
A CP/M egy operációs rendszer, melyet az Intel 8080 mikroprocesszorokra alapozott mikroszámítógépekhez dolgozott ki Gary Kildall a Digital Research Inc.-ben. Kezdetben 8 bites Intel 8080 processzorokon futott az egy feladatos rendszer (nincs párhuzamos programfutás), és max. 64 kilobyte memóriát használt, később készíttek 16 bites 8086/8088 processzorokon futó verziót is (CP/M-86). 
Többfeladatos rendszer is készült a CP/M alapján, az volt MP/M.
Két változata is létezett a CP/M rövidítés kifejtésére: Control Program/Monitor vagy a Control Program for Microcomputers.

## Hardvermodell
Minimális 8 bites CP/M rendszer a következő komponenseket tartalmazta:
- számítógép terminál (általában ASCII karakter kiosztással),
- Intel 8080 (esetleg 8085), vagy Zilog Z80 mikroprocesszor,
- legalább 16 kilobyte RAM,
- minimális rendszertöltő a ROM-ba építve,
- legalább egy mágneslemez meghajtóegység.

Az egyetlen hardverrendszer, amelyet a Digital Research kereskedelmi forgalomba hozott a CP/M volt, amely támogatást nyújtott az Intel 8080 fejlesztői rendszerhez is. A CP/M operációs rendszerrel kompatibilis rendszerek gyártói a saját maguk által összeszerelt gépeket forgalmaztak. Ezek tartalmazták a memóriát, lemezmeghajtókat és egyéb bővítő eszközöket.
A CP/M-80 képes futni a Zilog Z80 processzoron alapuló rendszereken is, mivel a Z80 felülről kompatibilis a 8080-nal, azonban nem minden CP/M használja ki a Z80-as processzornál rendelkezésre álló speciális utasításokat.

## Az operációs rendszer komponensei
A 8 bites változatban futás közben a memóriában betöltődött CP/M operációs rendszernek három komponense van:
- Basic Input/Output System vagy BIOS,
- Basic Disk Operating System vagy BDOS,
- Console Command Processor vagy CCP.

A BIOS és a BDOS  memóriarezidensek, míg a CCP-t az alkalmazások felülírhatják, ebben az esetben a BDOS ismételten betölti a CCP-t az alkalmazás lefutása után. Ezek a komponensek a memória 'tetején' (magas címein) helyezkezdnek el, a felhasználói program pedig a 0100H címre töltődik. (Az első 256 byte adatterületeknek és belépési pontoknak van fenntartva, a BDOS szolgáltatásait például a CALL 5 utasítással érhetjük el.)
Továbbá nagyszámú tranziens parancsot biztosítottak a szabványos feladatokhoz. A tranziens (külső) parancsok fájlban helyezkednek el a lemezen .COM fájlkiterjesztéssel.

## Örökség
Kimutathatóan számos viselkedését örököltek a Microsoft Windows modern verziói a CP/M-től, mivel visszafelé kompatibilisek voltak az MS-DOS-sal, amely megpróbált némi visszafelé kompatibilitást nyújtani a CP/M-mel. A 8.3-as fájlnév, amely sztenderd az MS-DOS-ban és Windows 3.x-ban, eredetileg a CP/M sajátja volt. A joker karakter illesztő algoritmus, amelyet a Windows parancssor is használ, CP/M-en alapult, továbbá szintén ilyenek a fenntartott fájlnevek a kimenet átirányítására a nyomtatóra ("PRN"), ill. a konzolra ("CON"). 
Továbbá a szövegfájl végét jelző "^Z" karakter és a copy parancs működése szintén visszavezethető a CP/M-re.